# Весолово (Венґожевський повіт)
Весолово (пол. Wesołowo, нім. Groß Wessolowen) — село в Польщі, у гміні Венґожево Венґожевського повіту Вармінсько-Мазурського воєводства.
Населення — 112 осіб (2011).
У 1975-1998 роках село належало до Сувальського воєводства.

## Демографія
Демографічна структура станом на 31 березня 2011 року:
|          | Загалом | Допрацездатний вік | Працездатний вік | Постпрацездатний вік |
| -------- | ------- | ------------------ | ---------------- | -------------------- |
| Чоловіки | 60      | 13                 | 40               | 7                    |
| Жінки    | 52      | 13                 | 26               | 13                   |
| Разом    | 112     | 26                 | 66               | 20                   |